# Hans Otte (Theologe)
Hans Otte (* 1950 in Hannover) ist ein evangelischer Theologe, Autor und Herausgeber. Hans Otte war langjähriger Direktor des Landeskirchlichen Archivs Hannover. Er ist außerplanmäßiger Professor für niedersächsische Kirchengeschichte an der Universität Göttingen.

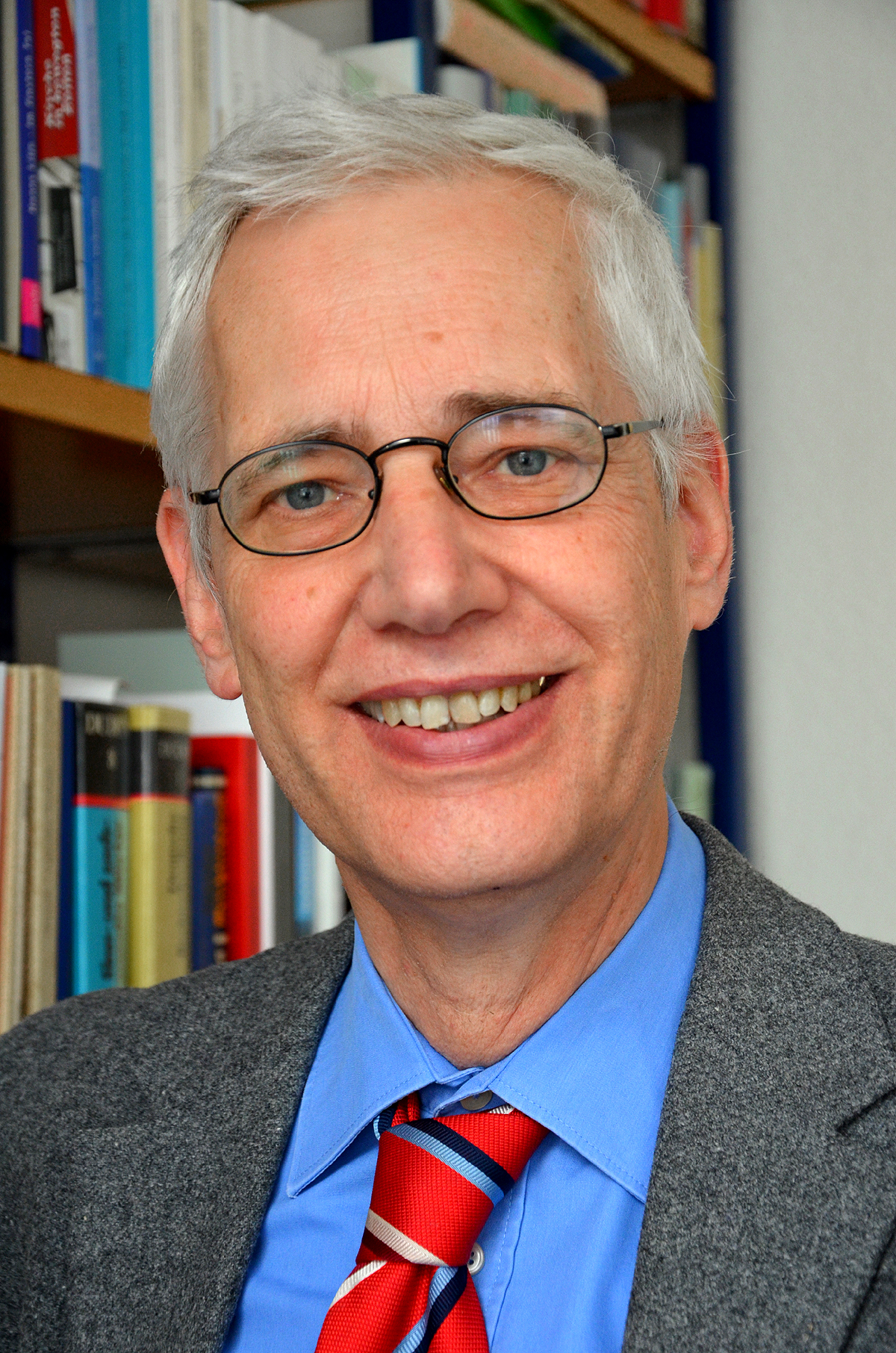
Hans Otte, 2013

## Leben
Nach seinem Abitur in Hannover 1969 studierte Hans Otte von 1969 bis 1974 evangelische Theologie, Philosophie und Geschichte in Bethel, Heidelberg und Göttingen.
In Göttingen bereitete er sich anschließend im Vikariat von 1974 bis 1975 auf den Beruf des Pfarrers vor. 1974 legte er sein erstes Theologisches Examen, 1976 sein zweites ab.
In Göttingen arbeitete Otte von 1976 bis 1978 als wissenschaftlicher Angestellter unter Hans Walter Krumwiede, um von 1979 bis 1980 Archiv-Referendar und ab 1981 als Landeskirchlicher Archivar (heute: Leitender Archivdirektor) des Landeskirchlichen Archivs Hannover tätig zu werden. Zudem war er  seit 1994 Leiter der Bibliothek im Landeskirchenamt. 1987 promovierte Hans Otte zum Doktor der Theologie; seine Dissertation an der Universität Göttingen schrieb er unter dem Titel Milde Aufklärung: Theologie und Kirchenleitung bei Johann Hinrich Pratje (1710–1791), Generalsuperintendent der Herzogtümer Bremen und Verden.
Hans Otte habilitierte sich im Jahr 2005 und wurde 2012 zum außerplanmäßigen Professor ernannt. Er ist verheiratet und Vater von drei Kindern. Ende September 2015 ging Otte als Landeskirchlicher Archivdirektor in den Ruhestand.

## Mitgliedschaften / weitere Ämter
- Vorsitzender der Gesellschaft für niedersächsische Kirchengeschichte,[1]
- Vorsitz der Arbeitsgemeinschaft der Archive und Bibliotheken in der evangelischen Kirche,[1]
- Mitglied in der Historischen Kommission für Niedersachsen und Bremen,[1]
- Vorsitzender der Historischen Kommission zur Erforschung des Pietismus,[1]
- Vorsitzender der Historischen Kommission des Deutschen Nationalkomitees des Lutherischen Weltbundes.[1]

## Forschungsschwerpunkte
Hans Otte forscht insbesondere zur

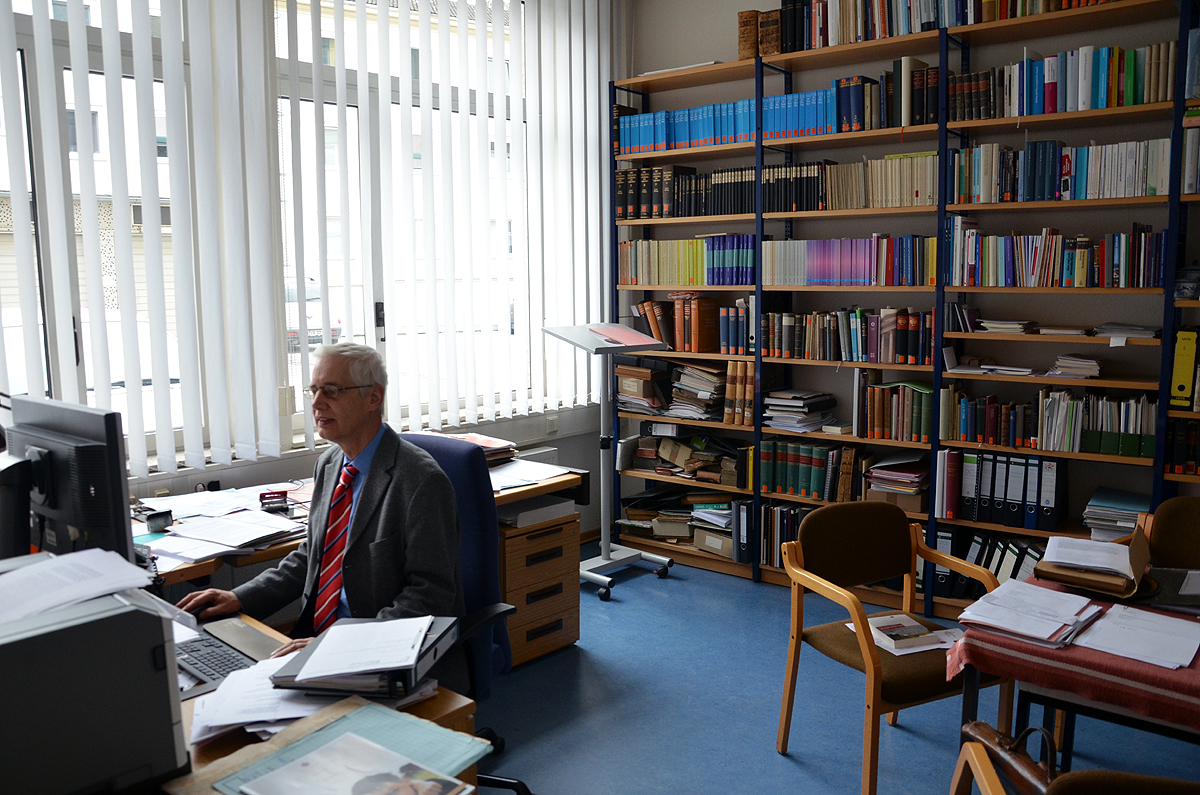
Hans Otte am Computer im Landeskirchlichen Archiv der Evangelisch-lutherischen Landeskirche Hannovers

- Kirchengeschichte Norddeutschlands, speziell Niedersachsens,[1]
- Kirchengeschichte des 17./18. Jahrhunderts,[1]
- kirchlichen Zeitgeschichte,[1] sowie zur
- Verwaltungsgeschichte der Neuzeit.[1]

## Schriften
- Hans Otte verfasste mehrere Beiträge in Hannoversches Biographisches Lexikon[8] sowie im Stadtlexikon Hannover.[3]

Darüber hinaus veröffentlichte er unter anderem:
- Halle, Stuttgart und anderswo. Zur Bedeutung der Bibelgesellschaften in Deutschland im 19. Jahrhundert. In: Pietismus und Neuzeit 40 (2014), S. 97–122.
- Ort der Unruhe und Erbauung. Kirchenbänke und Kirchenstühle im Gotteshaus. In: Die Ausstrahlung der Reformation. Beiträge zu Kirche und Alltag in Nordwestdeutschland. Hrsg. von Helge Bei der Wieden, Göttingen 2011, S. 141–165.
- Mehr Kirchen? Werdende Großstädte als kirchliche Herausforderung im 19. Jahrhundert. In: Die Macht der Städte. Von der Antike bis zur Gegenwart (= Historische Europa-Studien, 4). Hrsg. von Michael Gehler. Hildesheim/Zürich/New York 2010, S. 351–376.
- Archive und Bibliotheken als Teil der kirchlichen Kultur. In: Aus evangelischen Archiven 50 (2010), S. 21–44.
- Ein schwieriges Erbe im Rückblick. Die hannoversche Landeskirche und die Henriettenstiftung nach 1945. In: Dienerinnen des Herrn. Beiträge zur weiblichen Diakonie im 19. und 20. Jahrhundert (= Historisch-theologische Genderforschung, 5). Hrsg. von Jochen-Christoph Kaiser und R. Scheepers. Leipzig 2010, S. 184–209.
- Die evangelischen Kirchen in Niedersachsen 1918–1990. In: Geschichte Niedersachsens, Bd. 5: Von der Weimarer Republik bis zur Wiedervereinigung, Hannover 2010, S. 1023–1107.
- Sind wir nicht alle evangelisch? Konfession und Gemeindebildung in Nordwestdeutschland nach dem Zweiten Weltkrieg. In: Migration und Konfession. Konfessionelle Identitäten in der Flüchtlingsbewegung nach 1945. Hrsg. von Uwe Rieske. Gütersloh 2010, S. 202–244.
- Zustimmen, Anpassen, Widerstehen. Die Northeimer St.-Sixti-Kirchengemeinde in der Zeit des Nationalsozialismus. In: Northeimer Jahrbuch, 75 (2010), S. 69–92.
- Formen des Übergangs. Der Anschluss der Kirchenkreise Pyrmont und Grafschaft Schaumburg an die hannoversche Landeskirche. In: Vom Zwang zur Selbstverständlichkeit. 75 Jahre Evangelische Kirche von Kurhessen-Waldeck. Hrsg. von Jürgen Römer, Bad Arolsen 2009, S. 69–107.
- Pragmatismus als Leitmotiv. Walther Lampe, die Reichsstelle für Sippenforschung und die Archivpflege der hannoverschen Landeskirche in der NS-Zeit. In: Kirchliche Amtshilfe. Die Kirche und die Judenverfolgung im „Dritten Reich“. Hrsg. von Manfred Gailus, Göttingen 2008, S. 131–194.
- Rettung des Luthertums? Der Bremer Dom in schwedischer Hand. In: Jahrbuch für schlesische Kirchengeschichte 87 (2008), S. 159–180.
- Theologischer Liberalismus. Die Celler Konferenzen von 1862/63 und ihr Umfeld. In: Jahrbuch der Gesellschaft für niedersächsische Kirchengeschichte 106 (2008), S. 55–80.
- Feiern eines problematischen Anfangs? Das Beispiel des Kirchenbuchamts Hannover. In: Kirchenarchiv mit Zukunft. Festschrift für Bernd Hey. Gütersloh 2007, S. 225–244.
- Ankommen in einer fremden Kirche? Evangelische Lutheraner und Reformierte im Emsland nach 1945. In: Vertreibung und Ankunft in Niedersachsen. Ein Kapitel Kirchengeschichte. Hrsg. von Ellen Ueberschär. Rehburg-Loccum 2007, S. 101–120.
- Städtisches Kirchenpatronat und Geistliche Ministerien im 20. Jahrhundert. Das Beispiel des Kirchlichen Stadtbundes der Provinz Hannover. In: Sabine Arend u. a. (Hrsg.): Vielfalt und Aktualität des Mittelalters. Festschrift für Wolfgang Petke zum 65. Geburtstag. Gütersloh 2006, S. 505–539.
- Agnes von Grone (1889–1980). In: Frauenprofile des Luthertums. Lebensgeschichten im 20. Jahrhundert. Hrsg. von Inge Mager. Gütersloh 2005, S. 296–321.
- Selma Gräfin von der Gröben (1856–1938). In: Frauenprofile des Luthertums. Lebensgeschichten im 20. Jahrhundert. Hrsg. von Inge Mager. Gütersloh 2005, S. 47–64.
- Die Entstehung des Loccumer Vertrags. In: In Freiheit verbunden. 50 Jahre Loccumer Vertrag. Hannover 2005, S. 23–55.
- Wiederkehr der Geistlichen Schulaufsicht? Die Schulpolitik der hannoverschen Landeskirche in der Weimarer Republik. In: Gottes Wort ins Leben verwandeln. Perspektiven der (nord-)deutschen Kirchengeschichte. Hannover 2005, S. 369–404.
- Britisches Magazin für Prediger / Eusebia / Magazin für Religionsphilosophie, Exegese und Kirchengeschichte / Religions-Annalen. In: Deutsche Presse. Biobibliographische Handbücher zur Geschichte der deutschsprachigen periodischen Presse, Bd. 3, Stuttgart 2003, Sp. 360–398; 586–595.
- Die konfessionspolitischen Folgen des Westfälischen Friedens für die Stadt Bremen. In: Hospitium Ecclesiae 22 (2003), S. 19–38.
- Landeskirche in der Krise. Die schaumburg-lippische Landeskirche 1918–1936 und der Anschluss an die lutherische Landeskirche Hannovers. In: Jahrbuch der Gesellschaft für niedersächsische Kirchengeschichte 100 (2002), S. 145–201.
- Gerhard Uhlhorn. Nachlass und Bibliographie. Hannover 2002.
- The Pietist Laity in Germany 1675–1750. Knowledge, gender, leadership, In: Deryck W. Lovegrove (ed.): The Rise of the Laity in Evangelical Protestantism London 2002, S. 47–63.
- Die Kirchensteuer in Hannover. Von der ‚Kirchenanlage’ zur Landeskirchensteuer. In: Jahrbuch der Gesellschaft für niedersächsische Kirchengeschichte 99 (2001), S. 227–286.
- Die Kirche und das Konsistorium in Otterndorf nach der Reformation. In: Otterndorf. 600 Jahre Stadtgeschichte an der Nordsee, hrsg. von Axel Behne, Otterndorf 2000, S. 163–181.
- Die Geschichte der Kirchen. In: Göttingen. Geschichte einer Universitätsstadt, Bd. 3, hrsg. von Rudolf von Thadden und Günter J. Trittel, Göttingen 1999, S. 591–673.
- Die hannoversche Garnisonkirche. Aufbau und Zerstörung eines Symbols. In: Stadt und Überlieferung. Festschrift für Klaus Mlynek. Hrsg. von Karljosef Kreter und Gerhard Schneider, Hannover 1999, S. 247–268.
- Kirchliche Armenpflege in norddeutschen Städten zwischen Aufklärung und Erweckung: Hamburg, Braunschweig, Osnabrück. In: Pietismus und Neuzeit 25, 1999, S. 125–157.
- Kontinuität im Umbruch. Die Landeskirche und der Wechsel im Bischofsamt von August Marahrens zu Hanns Lilje. In: Kann man eine Demokratie christlich betreiben?. Hrsg. von Wolfgang Vögele, Rehburg-Loccum 1999, S. 54–76.
- August Marahrens. In: Profile des Luthertums. Biographien zum 20. Jahrhundert. Hrsg. von Wolf-Dieter Hauschild, Gütersloh 1998, S. 503–528.
- Liberale Theologie und politisches Engagement bei Friedrich Gottfried Rettig, Generalsuperintendent und Präsident der Göttinger Bürgerversammlung 1848. In: Göttinger Jahrbuch 46, 1998, S. 93–113.
- Mehr als ein loses Nebeneinander? Grundlinien einer Geschichte des Landesvereins für Innere Mission in Hannover. In: Soziale Arbeit in historischer Perspektive. Zum geschichtlichen Ort der Diakonie in Deutschland. Hrsg. von Jochen-Christoph Kaiser. Kohlhammer, Stuttgart 1998, S. 1–24.
- Den Ideen Gestalt geben. Der Sozialpolitiker Theodor Lohmann im Centralausschuß für Innere Mission. In: Soziale Reform im Kaiserreich. Hrsg. von Wilfried Loth und Jochen-Christoph Kaiser. Kohlhammer, Stuttgart u. a. 1997, S. 32–55.
- Evangelische Kirchengemeinden als resistentes Milieu? Beobachtungen anhand der vorliegenden Regionalstudien. In: Anpassung, Verweigerung, Widerstand. Soziale Milieus, politische Kultur und der Widerstand gegen den Nationalsozialismus in Deutschland. Hrsg. von Detlef Schmiechen-Ackermann, Berlin 1997, S. 165–191.
- Zeitgeist und Klostergemeinschaft in Marienwerder 1196–1996. In: Jahrbuch der Gesellschaft für niedersächsische Kirchengeschichte 94 (1996), S. 165–194.
- Liebestätigkeit – christlich oder kirchlich? Gerhard Uhlhorns Bedeutung für die Ortsbestimmung der Diakonie im Kaiserreich. In: Diakonie im deutschen Kaiserreich (1871–1918). Neuere Beiträge aus der diakoniegeschichtlichen Forschung. Hrsg. von Theodor Strohm und Jörg Thierfelder. Heidelberg 1995, S. 334–355.
- „More churches – more churchgoers“. The Lutheran Church in Hanover between 1850 and 1914. In: European Religion in the Age of Great Cities 1830–1930. Hrsg. von Hugh McLeod. London/New York 1995, S. 90–118.
- Schule zwischen den Konfessionen: Das niedere Schulwesen der reformierten Minderheit des Herzogtums Bremen. In: Das niedere Schulwesen im Übergang vom 18. zum 19. Jahrhundert. Hrsg. von Peter Albrecht und Ernst Hinrichs, Tübingen 1995, S. 133–157.
- Loyalität und Modernisierung in der Krise. Die ev.-luth. Kirche und ihr politisches Umfeld im Hannover der Weimarer Republik. In: Hannoversche Geschichtsblätter, Neue Folge 48 (1994), S. 291–325.
- Christian Poor Relief between Enlightenment and Revival in the Cities of Northern Germany. In: Crown and Mitre. Religion and Society in Northern Europe since the Reformation, Woodbridge 1993, S. 123–138.
- Unionen und Unionsversuche im Königreich Hannover zwischen 1815 und 1848. In: Jahrbuch der Gesellschaft für niedersächsische Kirchengeschichte 89 (1991), S. 237–275.
- „Milde Aufklärung“: Theologie und Kirchenleitung bei Johann Hinrich Pratje (1710–1791), Generalsuperintendent der Herzogtümer Bremen und Verden (= Studien zur Kirchengeschichte Niedersachsens, Folge 30). Vandenhoeck und Ruprecht, Göttingen 1989, ISBN 3-525-55234-3 (zugleich Dissertation an der Universität Göttingen 1987/88).
- Vernünftig und christlich: Der Entwurf einer Brem-Verdischen Kirchenordnung von 1769. Göttingen/Stade 1989.
- Fromm, mild, gemeinnützig vom Mittelalter bis zur Gegenwart. Zum rechtlichen Status der Evangelischen Stiftungen Osnabrück. In: Osnabrücker Mitteilungen, 93, Göttingen: Vandenhoeck und Ruprecht 1988, S. 115–150, in: Studien zur Kirchengeschichte Niedersachsens, Folge 31, sowie Veröffentlichungen aus dem Stadtarchiv Stade, Bd. 9, ISBN 3-525-55235-1
- Aufsicht und Fürsorge: Die hannoversche Kirchenkommission im 19. und 20. Jahrhundert. In: Jahrbuch der Gesellschaft für niedersächsische Kirchengeschichte  83, 1985, S. 179–199.

Als Herausgeber
- Evangelisches Klosterleben. Studien zur Geschichte der evangelischen Klöster und Stifte in Niedersachsen (= Studien zur Kirchengeschichte Niedersachsens, 46). Vandenhoeck und Ruprecht, Göttingen 2013. ISBN 978-3- 8471-0066-9.
- (mit Ronald Uden) 100mal Niedersachsen. Kirche und Kultur. Hannover 2011.
- (mit Michael Beyer u. a.) Landeskirchengeschichte. Konzepte und Konkretionen. Tagung des Arbeitskreises Deutsche Landeskirchengeschichte im Kloster Amelungsborn (= Herbergen der Christenheit: Jahrbuch für deutsche Kirchengeschichte, Sonderband 14, sowie Studien zur deutschen Landeskirchengeschichte, Bd. 7). Evangelische Verlags-Anstalt, Leipzig 2008; darin: Einleitung, S. 7–12; Landeskirchliche Identität in Preußen, ISBN 978-3-374-02633-3, S. 67–88.
- (mit Hans Schneider) Frömmigkeit oder Theologie. Johann Arndt und die „Vier Bücher vom wahren Christentum“ (= Studien zur Kirchengeschichte Niedersachsens, Bd. 40). V & R Unipress, Göttingen 2007. ISBN 978-3-89971-386-2 oder ISBN 3-89971-386-9.
- (mit Dorothea Biermann) Frauen-Christentums-Geschichten aus Niedersachsen. Hannover 2003.
- (mit Heinrich Grosse und Joachim Perels) Neubeginn nach der NS-Herrschaft. Die hannoversche Landeskirche nach 1945. Hannover 2002.- Darin: Die hannoversche Landeskirche nach 1945: Kontinuität, Bruch und Aufbruch, S. 11–48; Diakonie in der Nachkriegszeit. Der Aufbau des Evangelischen Hilfswerks, S. 129–152.
- Findbuch zu den Akten des Konsistoriums in Stade (1652–1903) in staatlichen und kirchlichen Archiven. Bearbeitet von Brage Bei der Wieden, Sabine Graf und Hans Otte. Stade 2002.
- (mit Thomas Scharf-Wrede) Caritas und Diakonie in der NS-Zeit. Beispiele aus Niedersachsen. Hildesheim 2000. Darin: Einleitung, S. 7–11; Die Tradition der hannoverschen Diakonie und der Landesverein für Innere Mission in der NS-Zeit, S. 107–127.
- (mit Arnulf Baumann) Hanns Lilje: Im finstern Tal. Rückblicke auf eine Haft. LVH, Hannover 1999. ISBN 3-7859-0781-8
- (mit Richard Schenk) Die Reunionsgespräche im Niedersachsen des 17. Jahrhunderts. Rojas y Spinola – Molan – Leibniz. (= Studien zur Kirchengeschichte Niedersachsens, Bd. 37). Vandenhoeck und Ruprecht, Göttingen 1999. ISBN 3-525-55242-4. Darin: Glaubenswechsel, Religionspolitik und Wiedervereinigung der Kirchen. Der Beginn der Reunionsverhandlungen und die Interessen der welfischen Herzöge, S. 57–84.
- Ostfriesland im Landeskirchlichen Archiv. Eine Beständeübersicht (= Veröffentlichungen aus dem Landeskirchlichen Archiv Hannover, Heft 4). Bearbeitet von Hans Otte und Jörg Rohde. Hannover 1998. ISBN 3-9806265-0-4
- Die zentralen Archive in der evangelischen Kirche (= Handbuch des kirchlichen Archivwesens, Bd. 1, sowie Veröffentlichungen der Arbeitsgemeinschaft der Archive und Bibliotheken in der Evangelischen Kirche. Bd. 3). Hrsg. von Hans Otte unter Mitarbeit von Beate Magen. Degener, Neustadt an der Aisch 1997, ISBN 3-7686-2077-8.
- (mit Bert Ungerer) Melanchthon auf der Bult. Eine Kirchengemeinde und ihr Stadtteil. Hrsg. von der Melanchthon-Gemeinde, Hannover-Bult, aus Anlass des 500. Geburtstags des Reformators und Humanisten Philipp Melanchthon, 1997.
- (mit Heinrich W. Grosse, Joachim Perels) Bewahren ohne Bekennen? Die hannoversche Landeskirche im Nationalsozialismus. Hannover 1996.
- Gerhard Uhlhorn: Schriften zur Sozialethik und Diakonie. Hannover 1990.